# Fritz Jonas
Fritz Jonas (* 24. Juni 1845 in Berlin; † 21. Juli 1920 ebenda) war ein deutscher Gymnasiallehrer und Literaturhistoriker.
Sein besonderes Interesse galt der deutschen Literatur, namentlich Friedrich Schiller. Er gab von 1892 bis 1896 Schillers Briefe in einer kritischen, sieben Bände umfassenden Gesamtausgabe heraus. Außerdem war er Mitbegründer der Gesellschaft für deutsche Literatur und des Literaturarchivs in Berlin sowie des Marbacher Schillervereins.

## Leben
Fritz Jonas war der jüngste Sohn des Theologen und Schleiermacher-Schülers Ludwig Jonas und dessen Ehefrau Elisabeth, geb. Gräfin von Schwerin-Putzar sowie Bruder des Bankiers Paul Jonas. Er besuchte in Berlin von 1854 bis 1863 das Gymnasium zum Grauen Kloster und ab 1863 bis zum Abitur 1866 das Königliche Wilhelmgymnasium. Anschließend studierte er im ersten Semester in Zürich Literaturwissenschaft. Auf den nachhaltigen Rat seines Vormunds und Schwagers, des Bankiers Adelbert Delbrück sowie des mit Delbrück befreundeten Historikers Theodor Mommsen wechselte er das Studienfach und studierte ab dem zweiten Semester in Berlin Altphilologie. Nach der Promotion im November 1870 – mit einer Dissertation über den Philosophen Seneca – schloss er ein Jahr später das Studium der Altphilologie mit dem Staatsexamen ab.
Auf Vermittlung von Theodor Mommsen arbeitete Fritz Jonas nach dem Examen bis 1875 als Erzieher des Erbprinzen Friedrich von Waldeck und seiner vier älteren Schwestern in Arolsen.
Danach wirkte er bis 1882 als Lehrer am Gymnasium zum Grauen Kloster in Berlin. 1882 wurde er auf seine Bewerbung hin vom Magistrat als Schulrat in Berlin gewählt. Diese Aufgabe nahm er bis 1912 wahr.
1878 heiratete Fritz Jonas Anna Franz, die zweitälteste Tochter des Oberlehrers am Gymnasium zum Grauen Kloster, Professor Rudolph Franz. Aus der Ehe gingen vier Kinder hervor, unter anderem die Berliner Malerin Ilse Jonas. Der Germanist Fritz Behrend war sein Schwiegersohn.

## Literarisches Wirken
Seit seinem Studium in Zürich galt das persönliche Interesse von Fritz Jonas der deutschen Literatur. Er gab 1880 bisher ungedruckte Briefe von Wilhelm von Humboldt an Christian Gottfried Körner heraus. Wenig später – 1882 – erschien sein Buch „Christian Gottfried Körner und sein Haus“. Im Verlauf dieser Arbeiten wuchs Jonas’ Interesse für Friedrich Schiller und seine Zeit. So gab er von 1892 bis 1896 in einer siebenbändigen, kritischen Gesamtausgabe sämtliche Briefe Schillers heraus. Daneben erschienen weitere kleinere Arbeiten über Schiller, insbesondere die später gedruckte Ansprache „Zu Schillers Gedächtnis“ in der Novembersitzung 1909 der Gesellschaft für Deutsche Literatur in Berlin.
Fritz Jonas hat darüber hinaus einige pädagogische Bücher veröffentlicht. Dazu zählen „Rochows Briefe, Volksschriften zum Gebrauch in Fortbildungsschulen“, „Friedrich Eberhard von Rochows sämtliche pädagogische Schriften“ (zusammen mit Friedrich Wienecke) und eine Schrift „200 Jahre Preußischer Geschichte“, die der Berliner Magistrat in 18.000 Exemplaren an Schüler der städtischen Schulen verteilen ließ.
Als Schüler von Theodor Mommsen entwickelte sich zwischen Fritz Jonas und Mommsen im Laufe der Jahre eine enge freundschaftliche Verbindung mit regelmäßigen Begegnungen. Zum 80. Geburtstag von Theodor Mommsen schrieb Fritz Jonas eine Würdigung, die in der Deutschen Rundschau im Dezemberheft 1897 veröffentlicht wurde. Wie freundschaftlich Mommsen und Jonas miteinander verkehrten, belegen insbesondere die 1917 von Fritz Jonas herausgegebenen „Erinnerungen an Theodor Mommsen“. Sie geben auch Einblick in die Entstehungsgeschichte der Gesellschaft für deutsche Literatur in Berlin (unter Leitung von Erich Schmidt) und in die Gründungsgeschichte des Berliner Literaturarchivs sowie des Marbacher Schillervereins. Als Mitgründer hat sich Fritz Jonas in diesen Gesellschaften persönlich engagiert.

## Veröffentlichungen
Fritz Jonas’ wichtigste Publikationen sind:
- „Schillers Briefe“. Diese von Fritz Jonas herausgegebene kritische Gesamtausgabe in 7 Bänden ist in der Deutschen Verlagsanstalt 1892–1896 erschienen.
- „Schillers Seelenadel“. Veröffentlichung von Fritz Jonas im Verlag Ernst Siegfried Mittler und Sohn, Berlin, 1904.
- „Christian Gottfried Körner und sein Haus“, von Fritz Jonas in der Weidmannschen Buchhandlung, Berlin, 1892 herausgegeben.
- „200 Jahre Preußischer Geschichte“ von Fritz Jonas, veröffentlicht 1900 bei A. Hofmann & Comp., Berlin.
- „Zum achtzigsten Geburtstage Theodor Mommsen’s“, eine Würdigung von Fritz Jonas, gedruckt in der „Deutschen Rundschau“, Heft 3, Dez. 1897.
- „Erinnerungen an Theodor Mommsen zu seinem hundertjährigen Geburtstage“ von Fritz Jonas, 1917, Druck von Trowitzsch & Sohn, Berlin.